# Flavio Bazán Peralta
Flavio Bazán Peralta (Cajamarca, 1 de mayo de 1918 - 29 de octubre de 2019)  fue un ingeniero agrónomo, profesor universitario y ambientalista peruano. Es considerado como uno de los pioneros del movimiento ambiental y la forestería en Perú.

## Biografía
Bazán Peralta nació en la ciudad de Cajamarca el 1 de mayo de 1918.
Ingresó a la en la Escuela Nacional de Agricultura (ENA, La Molina) en 1938 y obteniendo el título de ingeniero agrónomo en 1942 y posteriormente a través de una beca estudió un magíster en forestería en la Universidad de Míchigan graduándose en 1944.
Culminados sus estudios en Estados Unidos, trabajó en el Ministerio de Agricultura, en el Programa Cooperativo de Desarrollo Forestal y como docente de dasometría en la ENA y luego la Universidad Nacional Agraria La Molina (UNALM).
En su visión, el sector forestal debía ser reconocido como un elemento clave para el desarrollo del país en las tres regiones del país: la costa, la sierra y la amazonía. A partir de sus esfuerzos, en 1961 se logró crear el Servicio Forestal y de Caza (que luego dirigió hasta 1968), y, dos años más tarde, en 1963 impulsó la aprobación de la Primera Ley Forestal del Perú.
En 1964 fundó con el apoyo de un proyecto PNUD/FAO la Facultad de Ciencias Forestales de la Universidad Nacional Agraria La Molina, además de ser su primer decano.
En 1969, un año después del golpe de Estado en Perú de 1968, se retiró del Ministerio de Agricultura y aceptó una invitación de la FAO para liderar un proyecto de desarrollo forestal en el noreste de Nicaragua, en Puerto Cabezas. Ese mismo año se convirtió en asesor del programa de recursos naturales de la Organización de los Estados Americanos (OEA) en Washington D. C., cargo que ocupó hasta 1973.
Desde 1974 hasta 1977 ocupó el puesto de Experto Principal en Administración de Recursos Naturales en Guatemala.
Participó y lideró la creación de algunas áreas naturales protegidas por el estado como la Reserva nacional Pampa Galeras Bárbara D'Achille y el Parque nacional del Manu.

## Reconocimientos
- 1977. Profesor Emérito de la Universidad Nacional Agraria La Molina[6]
- Orden al Mérito Agrícola, en el grado de Oficial
- Premio Bernard Edward Fernow de las Sociedades Forestales de Alemania y Estados Unidos (American Forestry Association)
- 2015. Orden del Árbol de la Quina (Ministerio del Ambiente)[8]